# Talsperre Nauleis
Die Talsperre Nauleis ist eine Talsperre im Freistaat Sachsen. Sie erstreckt sich auf etwa zwei Kilometern Länge nordwestlich von Radeburg nahe den Orten Nauleis und Hohndorf.

## Beschreibung und Geschichte
Das Bauwerk umfasst eine Fläche von etwa 51 Hektar und weist einen Stauraum von 1,27 Millionen Kubikmetern auf. Das Einzugsgebiet hat eine Fläche von 32,57 Quadratkilometern. Gespeist wird die Talsperre durch den Hopfenbach, einen etwa 22 Kilometer langen Nebenfluss der Großen Röder, welcher nach dem Passieren der Talsperre bei Großenhain in den Röderneugraben mündet. Oberhalb der Talsperre befindet sich nahe dem Ebersbacher Ortsteil Beiersdorf eine Vorsperre.
Das Absperrbauwerk der Talsperre Nauleis ist ein Staudamm aus Kies mit einer geneigten Innendichtung aus Lehm. Rechts und links in der Verlängerung des Hauptdammes hat die Talsperre Randdämme aus Lehm. Die Kronenlänge des Sperrbauwerks beträgt insgesamt 860 Meter. Die Höhe der Krone befindet sich 8,5 Meter über der Talsohle. Ihre Breite beträgt drei Meter.
Die Talsperre wurde von 1988 bis 1991 ursprünglich für die Brauchwasserversorgung der Landwirtschaft (Bewässerung) errichtet. Geplant war hier eine großflächige Beregnung der örtlichen Äcker. Nachdem im Januar 1991 ein erster Probestau erfolgt war, wurde im April 1992 das Stauziel von 143 m ü. NN erreicht.
Infolge der sich nach der Wende verändernden wirtschaftlichen Infrastruktur in der Region, von der auch die hiesige Landwirtschaft betroffen war, änderte sich der ursprünglich geplante Nutzungsanspruch des Bauwerks. Die Talsperre Nauleis dient in der Gegenwart hauptsächlich dem Hochwasserschutz, der Fischerei und der Abflussregulierung durch Niedrigwasseraufhöhung.
Anfang der 2010er Jahre wurden die Anlagen der Talsperre Nauleis und die Beiersdorfer Vorsperre umfangreich saniert. Dabei wurden von der Landestalsperrenverwaltung rund 1,1 Millionen Euro investiert. Im Zuge der Arbeiten wurden neben der Vorsperre und der Hochwasserentlastungsanlage im Jahre 2013 der Entnahmeturm und der Bediensteg komplett erneuert. Weiterhin wurden unter anderem die Grundablässe der Talsperre saniert.

## Natur und Naherholung
Von der Natur wurde das Gewässer relativ schnell erobert. In einem Beitrag im 2008 erschienenen Band 70 der Publikationsreihe „Werte der deutschen Heimat“ wird berichtet, dass die Talsperre bereits kurz nach ihrer Inbetriebnahme als Rast- und Überwinterungsgebiet für Zugvögel in Anspruch genommen wurde und auch von der heimischen Vogelwelt als Brutgebiet und Nahrungsraum genutzt wird.
Eine Nutzung als Naherholungsgebiet ist wiederum unter anderem auf Grund der dafür notwendigen fehlenden Infrastruktur nur eingeschränkt möglich. Da die Talsperre als Fischereigewässer betrieben wird, ist das Baden in der Talsperre nicht genehmigt.